# 호르스트디터 회트게스
호어스트-디터 회트게스(독일어: Horst-Dieter Höttges; 1943년 9월 10일, 노르트라인-베스트팔렌 주 묀헨글라트바흐 ~ 2023년 6월 22일, 브레멘)는 독일의 전직 축구 선수로, 현역 시절 수비수로 활약했다. 고향 묀헨글라트바흐에서 신고식을 치른 그는 현역 시절 대부분을 베르더 브레멘에서 보냈다. 국가대항전에서, 그는 서독 국가대표팀 일원으로 1965년부터 1974년까지 활약하며 66경기에 출전해 1골을 기록했다.

## 구단 경력

### 묀헨글라트바흐
묀헨글라트바흐 출신인 회트게스는 인근 블라우-바이스 발에서 축구를 시작해 레이터를 거쳐 17세에 묀헨글라트바흐에 합류했다. 묀헨글라트바흐 유소년부에 3년을 몸담은 그는 1963-64 시즌에 서부 레기오날리가에 헤네스 바이스바일러 감독의 휘하로 참가했는데, 바이스바일러 감독은 회트게스의 경기 방식이 자신의 방식에 맞지 않아 다른 수비수를 물색하면서 이적하게 되었다.

### 베르더 브레멘
1964-65 시즌을 앞두고, 그는 분데스리가의 베르더 브레멘으로 이적해 빌리 물타우프 감독의 지도 하에 베저슈타디온에서 1년차에 대어를 낚았는데, 시즌 끝에 베르더는 분데스리가 정상에 등극했다.
이 베르더 브레멘이 큰 성과를 거둔 결과 헬무트 쇤은 측면 수비수를 서독 국가대표팀에 1965년부터 차출하기 시작했고, 거친 견제와 맞불로 "철족"(鐵足, Eisenfuß)이라는 별칭을 얻었다. 비록 베르더 브레멘은 1965년처럼 리그를 더 우승하지 못했고, 우승 경쟁 구단이라기 보다는 강등 사투를 벌인 구단임에도 불구하고, 회트게스는 브레멘을 떠나지 않고 1978년까지 잔류하며 북독일 연고 구단 소속으로 520번의 경기에 출전해 55골을 기록했다. 그는 스포츠용품사 판매원으로도 반나절을 일함에 따라 1978년 여름에 축구화를 벗어야 했다. 회트게스는 구단을 우선시하면서도 사업을 포기하지 않았고, 베르더 브레멘에 헌신한 공로로 "명예 주장"(Ehrenspielführer)으로 추대되었다.

### 말년
이후, 그는 브레멘 인근 소촌이자 은퇴 후 정착한 바트 외인하우젠의 아마추어 구단인 오버베크센과 아힘에서 활약했다. 그는 1990년대에 명예 주장으로 구단 지도도 겸했다.

## 국가대표팀 경력
1965년 3월 13일, 호어스트-디터 회트게스는 함부르크의 폴크스파르크슈타디온에서 1-1로 비긴 이탈리아와의 친선경기에서 첫 경기를 치렀다. 함부르크의 폴크스파르크슈타디온은 서독 국가대표팀에서 자신의 66번째이자 마지막 경기를 치른 곳이기도 한데, 동독과의 1974년 월드컵 1차 조별 리그 경기에서 패했다. 서독은 정치적, 감정적으로 격양된 이 경기에서 패하면서 헬무트 쇤은 선발진 교체를 검토하게 되었고, 회트게스는 그에 따라 후보로 밀려났다. 그 결과 회트게스는 1974년 월드컵 결승전에서 서독이 네덜란드를 상대로 이겨 우승을 거둔 후 은퇴하게 되었다. 그는 월드컵에 3번 참가했고, 잉글랜드에서 열린 1966년 월드컵에서 서독은 준우승을 차지했다. 그는 1970년 월드컵에서도 3위를 차지할 때에도 주축으로 활약했고, 1972년 6월 18일에 브뤼셀에서 열린 유로 1972 결승전에서도 선발로 출전했다. 그는 국가대표팀 동료들과 그날 소련을 이기고 독일 역사상 첫 유럽 축구 선수권 대회 우승을 거두었다.